# Usedlost čp. 15 (Krasov)
Usedlost čp. 15 se nachází na katastrálním území Krasov v okrese Bruntál. Je příkladem lidové architektury a je chráněná jako kulturní památka od roku 1958 se zápisem v Ústředním seznamu kulturních památek ČR. Kulturní památku tvoří obytný dům, dvě deštěné stodoly a ohradní zeď.

## Popis
Venkovská usedlost je v centru obce Krasov u hlavní komunikace a je datována rokem 1856. Jedná se o usedlost s dispozicí dvoru hákového typu, je ohraničená kamennou zdí.

### Obytný dům
Obytný dům je zděná omítaná přízemní na vyšší kamenné podezdívce stavba na obdélníkovém půdorysu zakončená sedlovou střechou s polovalbou a s osmi vikýři a krytá břidlicí. Dům je podsklepený. Orientovaný tříosým štítovým průčelím k hlavní silnici. Okna jsou zdobená štukovým ornamentem a čtveřicí liliových květů. Průčelí je děleno hlavní římsou pokrytou břidlicí, nad ní je trojúhelníkový štít se dvěma okny a půlkruhovými větracími okny po stranách. Nad okny je polovalba s vikýřem. V interiéru jsou zaklenuty předsíň a kuchyň plackou, ostatní místnosti mají ploché stropy. Na obytnou část navazují chlévy, které jsou zaklenuty pruskou plackou.
U štítového průčelí je vjezd a z lomového kamene postavená omítaná zeď, která je zastřešena pultovou střechou.

### Stodoly
Kolmo na obytnou část uzavírá dvůr na jižní straně dřevěná roubená stodola na půdorysu obdélníku se sedlovou střechou krytou eternitem. Štíty má deštěné. Jihovýchodní stranu uzavírá souběžná stodola s první stodolou. Stavba je menší, dřevěná se zděnými nárožními pilíři a deštěnými štíty. Střecha je krytá eternitem.